# Humel
Humel je potok v regionu Turňa, v západní části okresu Košice-okolí. Je to levostranný přítok Zlatné, měří 6,8 km a je tokem VI. řádu. Potok protéká stejnojmennou dolinou a často se označuje také jako Hummel.

## Pramen
Pramení ve Volovských vrších, v podcelku Kojšovská hoľa, na západním svahu vrchu Tri studne (969,0 m n. m.) v nadmořské výšce přibližně 820 m n. m.

## Popis toku
Od pramene teče zprvu jihozápadním směrem, zprava přibírá přítok (602,0 m n. m.) z VJV svahu Ovčince (1011,8 m n. m.), následně z téže strany i přítok z lokality Brezovec na jižních svazích Ovčince a přechodně teče jihojihozápadním směrem. Dále se stáčí severojižním směrem, teče údolím Humel, kde zleva přibírá nejprve přítok (2,1 km) pramenící západně od kóty 828,3 m a pak přítok z JZ svahu Strážného vrchu (774,0 m n. m.). Následně napájí dvě malé vodní nádrže, třikrát se esovitě ohýbá a vtéká do Košické kotliny, do podcelku Medzevská pahorkatina. Zde se stáčí na jihojihozápad, napájí další malou vodní nádrž a SSZ od centra Medzevu se v nadmořské výšce cca 339,5 m n. m. vlévá do Zlatné.